# Andrew Caldwell
Andrew Lewis Caldwell (Flint, 25 luglio 1989) è un attore statunitense.

## Filmografia parziale

### Cinema
- Fleetwood, regia di Candace Infuso (2006)
- Tenacious D e il destino del rock (Tenacious D in The Pick of Destiny), regia di Liam Lynch (2006)
- Transformers, regia di Michael Bay (2007)
- 7-10 Split, regia di Tommy Reid (2007)
- Drillbit Taylor - Bodyguard in saldo (Drillbit Taylor), regia di Steven Brill (2008)
- College, regia di Deb Hagan (2008)
- La ragazza del mio migliore amico (My Best Friend's Girl), regia di Howard Deutch (2008)
- Endless Bummer, regia di Sam Pillsbury (2009)
- A proposito di Steve (All About Steve), regia di Phil Traill (2009)
- I Owe My Life to Corbin Bleu, regia di Deb Hagan – cortometraggio (2010)
- Scary or Die, regia di Bob Badway, Michael Emanuel e Igor Meglic (2012)
- Geography Club, regia di Gary Entin (2013)
- National Lampoon Presents: Surf Party, regia di Sam Pillsbury (2013)
- Stripped, regia di Mark LaFleur e J.M.R. Luna (2013)
- Confessions of a Womanizer, regia di Miguel Ali (2014)
- Angel Investors, regia di Darrell DaVinci Hubbard (2015)
- Tim Timmerman, Hope of America, regia di Cameron Sawyer (2015)
- M.F.A., regia di Natalia Leite (2017)
- The Sons of Summer, regia di David Boyd e Michael Dault (2018)
- Haunt - (La casa del terrore) (Haunt), regia di Scott Beck e Bryan Woods (2019)
- Matrix Resurrections (The Matrix Resurrections), regia di Lana Wachowski (2021)

### Televisione
- Nolan - Come diventare un supereroe (Shredderman Rules) – film TV (2007)
- Hannah Montana – serie TV, 3 episodi (2007)
- Sunday! Sunday! Sunday! – film TV (2008)
- The Fish Tank – film TV (2009)
- Buona fortuna Charlie (Good Luck Charlie) – serie TV, 3 episodi (2011-2014)
- Cloud 9, regia di Paul Hoen – film TV (2014)
- Henry Danger – serie TV, 4 episodi (2015-2016)

#### Videogiochi
Frank Spicer / Frank ‘Ciancia’ in Deathloop (2022) 

## Doppiatori italiani
Nelle versioni in italiano delle opere in cui ha recitato, Andrew Caldwell è stato doppiato da:
- Paolo Vivio in Hannah Montana, Matrix Resurrections
- Flavio Aquilone in Nolan - Come diventare un supereroe
- Paolo De Santis in How I Met Your Mother (ep. 5x13)
- Luca Sandri in How I Met Your Mother (ep. 6x07)
- Matteo Lioffredi in Cloud 9
- Gianluca Crisafi in iZombie
- Federico Bebi in Henry Danger
- Federico Boccanera in Henry Danger

Da doppiatore è sostituito da:
- Massimo Triggiani in Deathloop [1]